# قنفذ صومالي
القنفذ الصومالي (بالصومالية: Kuuleey)‏ هو نوع من الثدييات في عائلة القنفذيات.  متوطن في الصومال وأرض الصومال. وهو قنفذ ليلي يعيش في الأراضي العشبية والموائل المفتوحة. 
يعيش القنفذ الصومالي في مناطق على الحدود الخارجية للصومال وأرض الصومال.ويأكل الديدان والضفادع والحشرات والجيف 
هو نوع من السافانا له بطن أبيض وأرجل سوداء أو بنية اللون يعتقد أنه يعيش غالبا في الأراضي العشبية والموائل المفتوحة الأخرى. 
لا يُعرف الكثير عن هذا النوع، ولكن من المعروف أنه لا توجد تهديدات حالية على موطن القنفذ.
- قبرة صومالية

1. ↑  The IUCN Red List of Threatened Species 2022.2 (بالإنجليزية), 9 Dec 2022, QID:Q115962546
2. 1 2  Don E. Wilson; DeeAnn M. Reeder, eds. (2005). Mammal Species of the World: A Taxonomic and Geographic Reference (بالإنجليزية) (3rd ed.). Baltimore: Johns Hopkins University Press. ISBN:978-0-8018-8221-0. LCCN:2005001870. OCLC:57557352. OL:3392515M. QID:Q1538807.
3. ↑  
"ماهي الحيوانات التي تعيش في الصومال". 28 أبريل 2022. مؤرشف من الأصل في 2023-07-29.
4. ↑  "IUCN Red List maps". مؤرشف من الأصل في 2021-04-28.
5. ↑  
"معلومات عن القنفذ". 31 مارس 2021. مؤرشف من الأصل في 2023-07-29.
6. ↑  
"kuuley Cali banjar". 10 فبراير 2023. مؤرشف من الأصل في 2023-07-29.